# John Dawkins (Politiker, 1947)

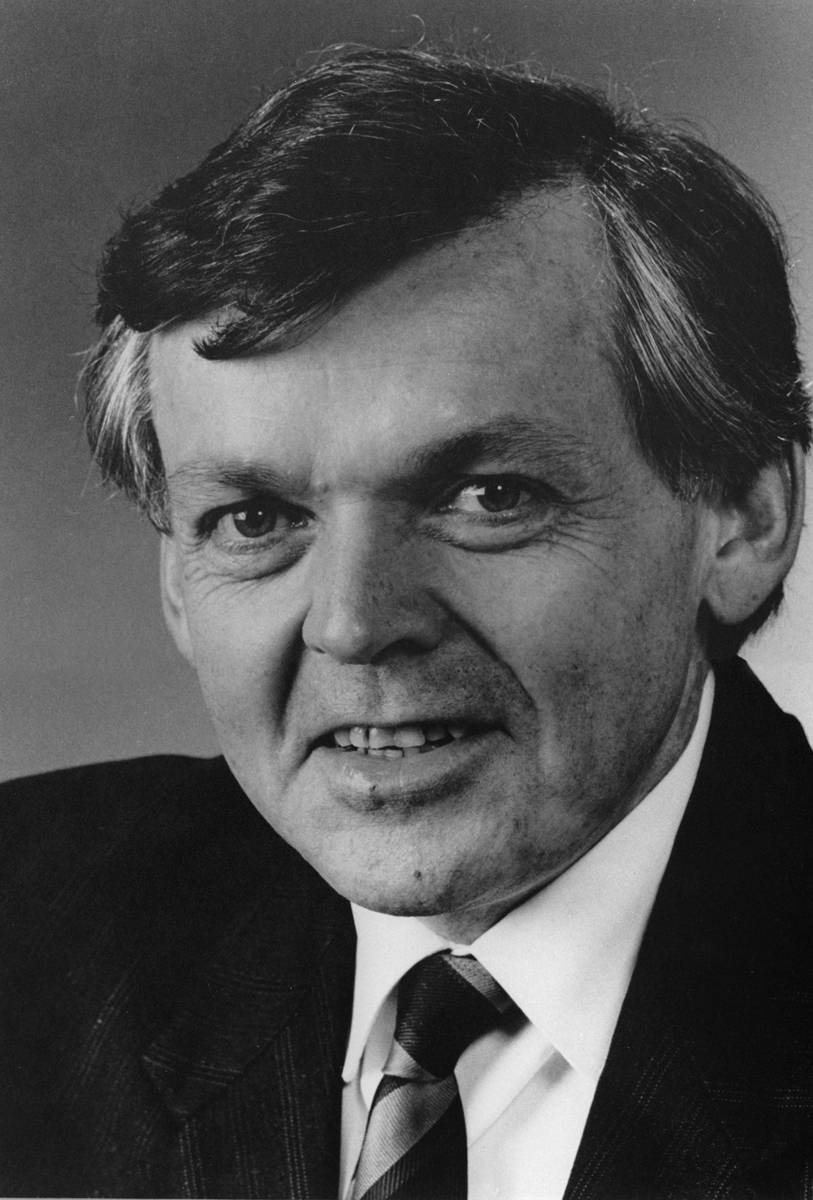
John Dawkins

John Sydney Dawkins AO (* 2. März 1947 in Perth, Western Australia, Australien) ist ein australischer Politiker.

## Leben
Nach dem Schulbesuch studierte Dawkins Wirtschaftswissenschaften an der University of Western Australia und begann seine politische Laufbahn 1974 als Kandidat der Australian Labor Party (ALP) mit der erstmaligen Wahl zum Abgeordneten des Australischen Repräsentantenhauses (Australian House of Representatives), dem er als Vertreter des Wahlkreises Tangney jedoch nur bis zu seiner Niederlage bei der folgenden Wahl im Jahr 1975 angehörte. Bei den Wahlen 1977 wurde er erneut zum Abgeordneten des Repräsentantenhauses gewählt und vertrat dort bis 1994 den Wahlkreis Freemantle.
Nach dem Wahlsieg der ALP wurde er im März 1983 von Premierminister Bob Hawke zunächst zum Minister für Finanzen und den öffentlichen Dienst (Minister of Finance and Public Service) ernannt. Nach einer Kabinettsumbildung wurde er 1984 Minister für Handel und Jugendangelegenheiten (Minister of Trade and Youth Affairs) und dann zuletzt nach einer erneuten Umbildung der Regierung Minister für Beschäftigung, Erziehung und Ausbildung (Minister of Employment, Education and Training) zwischen 1987 und 1991.
Unter Hawkes Nachfolger als Premierminister Paul Keating wurde er im Dezember 1991 zum Schatzminister (Treasurer) in die Regierung berufen. Sein hohes internationales Ansehen wurde kurz darauf 1992 beeinträchtigt, weil die britische Presse seine Angriffe gegen die Politik der Conservative Party aufnahm. Dawkins vertrat die Ansicht, dass die in Großbritannien durch Premierminister John Major geschaffenen Verhältnisse sich als Modell für Australien wiederholen würde, wenn die konservative Liberal Party of Australia die Wahlen gewinnen sollten. In einer lebhaften Debatte im Repräsentantenhaus führte er dazu in Richtung der Konservativen aus:

“At about 5 o’clock every evening there is a rush to see who can occupy the doorways of Australia House in London in order to have somewhere to sleep at night. You can see the results of your policies every day in Britain as people go around looking for a doorway in which to huddle and go into subways to beg for some kind of support that their government will not give them.”

„Um 17 Uhr gibt es jeden Abend einen Ansturm, um zu sehen, wer die Türeingänge des Australia House in London (den Sitz des Hochkommissars des Commonwealth) besetzt, um einen Schlafplatz für die Nacht zu erhalten. Sie können die Ergebnisse ihrer Politik jeden Tag in Großbritannien sehen, wenn die Menschen herumgehen, um einen Eingang zu finden, in den sie sich drücken können, und Menschen, die in die U-Bahn gehen, um für etwas Hilfe zu betteln, die deren Regierung ihnen nicht gibt.“

Als Schatzminister hielt er an einer straffen Wirtschaftspolitik fest und zwang abtrünnige Minister zurückzutreten, wenn diese die offizielle Parteilinie verließen und die parteiinterne Orthodoxie kritisierten.
Im November 1992 ordnete der Australische Senat auf Nachfrage der Opposition eine Untersuchung gegen die Kreditpraxis der Regierung an. Dabei wurde vorgeworfen, dass Dawkins angeblich eine Erhöhung der Kreditaufnahme von 1,3 Milliarden Australische Dollar der bisherigen ALP-Regierung von Premierministerin Joan Kirner im Bundesstaat Victoria geheim gehalten hätte, um den Sieg der Partei bei den Wahlen im Oktober 1992 nicht zu gefährden. Obwohl die Labour Party eine landesweite Wahlniederlage erlitt und Jeff Kennett von der Liberal Party neuer Premierminister Victorias wurde, eskalierte die Kontroverse und trug zu einer Schwächung des Australischen Dollars bei.
Im Dezember 1993 trat er als Schatzminister zurück und schied aus der Regierung von Premierminister Keating aus.
Nach dem Ende seiner politischen Laufbahn ging er in die Privatwirtschaft und war unter anderem auch Berater der Weltbank und des OECD.
Für seine Verdienste wurde er mit dem Titel Officer of the Order of Australia ausgezeichnet. Darüber hinaus wurden ihm von der University of South Australia und der Queensland University of Technology Ehrendoktortitel verliehen.